# Dado Dolabella
Dado Dolabella, właściwie Carlos Eduardo Bouças Dolabella Filho (ur. 20 lipca 1980 w Rio de Janeiro, w stanie Rio de Janeiro) – brazylijski aktor i piosenkarz hiszpańskiego pochodzenia.
Syn pary aktorskiej Carlosa Eduardoa Dolabelli (ur. 11 czerwca 1937, zm. 26 maja 2003) i Pepity Rodríguez (ur. 11 września 1951), dorastał wraz z młodszym bratem Paulo Fernando (ur. 1984), w Santa Lúcia, w gminie Botafogo, w Rio de Janeiro, w stanie Rio de Janeiro. Kiedy miał dziewiętnaście lat jego rodzice rozwiedli się. Debiutował na szklanym ekranie w telenoweli Malhação (2001) jako Robson Silveira Sampaio. W 2003 roku ukazała się jego płyta Dado pra Você (Dla was), na której znajduje się jedenaście piosenek.

## Filmografia

### filmy fabularne
- 2005: Gaijin 2 (Gaijin – Ama-me Como Sou) jako Brat
- 2008: Wink jako Marcos

### telenowele
- 2001: Malhação jako Robson Silveira Sampaio
- 2003: Dom siedmiu kobiet (A Casa das Sete Mulheres) jako Bento „Bentinho” Filho
- 2003: Kruchy seks (Sexo Frágil) jako Gerônimo
- 2004: Pani przeznaczenia (Senhora do Destino) jako Plínio Ferreira da Silva
- 2006: Kryształ (Cristal) jako João Pedro Ascânio
- 2007: Ognie życia (Chamas da Vida) jako Antônio Galvão Ferreira

## Dyskografia
- 2003: Dado pra Você; Pra Você (Dla ciebie), Outro Coração (Inne serca), Chuva (Deszcz), Tudo que a Vida Tem de Bom (Wszystko, co ma dobroć życia), Toda Noite Tem Seu Fim (Każdej nocy twój koniec), Flor (Kwiat), Amor Sem Medo (Miłość bez obaw), Fala Comigo, Fala comigo, Pra Nuca Mais Partir – ao Vivo (Więcej tart szyi – Live), Vem Ni Mim (Chodź ze mną), Destino (Los)

### reality show/programy TV
- 2008: Zwariowana rodzina (Louca Familia) jako Patrick
- 2008: Farma (A Fazenda, reality show)
- 2009: Zwariowana rodzina (Louca Familia) jako Zero